# Гусейнов, Эльхан Бахадур оглы
Эльхан Бахадур оглы Гусейнов (азерб. Elxan Bahadur oğlu Hüseynov; род. 1 января 1948, Кировабад) — азербайджанский государственный деятель. Посол Азербайджана в Туркменистане (2002—2010). Ректор Сумгаитского государственного университета (2014—2023).

## Биография
Родился в 1948 году в Гяндже. В 1973 году окончил механико-математический факультет Азербайджанского государственного университета. Кандидат наук (1985).
Доцент (с 1994). Профессор (с 2015).
До 1995 года являлся преподавателем Бакинского государственного университета.
С 1995 по 1999, с 2010 по 2011 год являлся проректором Бакинского государственного университета по международным отношениям. С 1999 по 2002 год являлся проректором Бакинского государственного университета по организации учебного процесса.
8 августа 2002 года присвоен ранг чрезвычайного и полномочного посла.
Посол Азербайджана в Туркменистане (8 августа 2002 — 15  января 2010).
С 2013 года являлся советником министра образования Азербайджана.
Ректор Сумгаитского государственного университета (6 марта 2014 — 13 сентября 2023).
Сопредседатель Ассоциации российских и азербайджанских университетов.

## Награды
- Медаль «Прогресс» (11 февраля 2000)
- Медаль «90-летие органов дипломатической службы Азербайджанской Республики (1919—2009)» (24 июля 2009)
- Орден «Слава» (22 декабря 2017, за заслуги в области развития образования в Азербайджане)[6]